# Șopârla australiană cu guler
Șopârla australiană cu guler (Chlamydosaurus kingii) sau șopârla cu guler, este o specie de șopârle din familia Agamidae, singurul reprezentant al genului Chlamydosaurus.

## Descriere
Această specie este cunoscută datorită gulerului format din piele pe care îl are în jurul gâtului. Când este amenințată, își întinde gulerul pentru a părea mult mai mare și mai intimidantă, astfel încât să respingă un posibil atac al altor prădători. Șopârlele cu guler sunt întâlnite de obicei în pădurile uscate, în care există câte un luminiș sau pâlc de iarbă. Este bine adaptată la viața din regiunea fierbinte de nord-vest și nord a Australiei. Șopârla cu guler își ține gulerul strâns pe lânga gât cu excepția cazurilor când se simte amenințată. Șoparla cu guler aleargă de obicei pe picioarele din spate. Când este amenințată, își deschide gura, care are o culoare galben aprins, împreună cu gulerul din jurul gâtului, și aleargă pe două picioare pentru a escaladă în mare viteză cel mai apropiat copac. 

## Alimentația
Se hrănește în special cu insecte, păianjeni și alte nevertebrate. Ocazional, poate de asemenea mânca mamifere mici și reptile.